# SN 1999fb
SN 1999fb – supernowa nieznanego typu odkryta 4 października 1999 roku w galaktyce A223733-0020. W momencie odkrycia miała maksymalną jasność 24,60m.